# Maria Charlotte van Saksen-Meiningen
Maria Charlotte Amalia Ernestina Wilhelmina Philippina van Saksen-Meiningen (Frankfurt am Main, 11 september 1751 - Genua, 25 april 1827) was via haar huwelijk hertogin van Saksen-Gotha-Altenburg. Ze behoorde tot de Ernestijnse tak van het huis Wettin.

## Levensloop
Maria Charlotte was de oudste dochter van hertog Anton Ulrich van Saksen-Meiningen uit diens huwelijk met Charlotte Amalia, dochter van landgraaf Karel I van Hessen-Philippsthal. 
Op 21 maart 1769 huwde ze in Meiningen met Ernst II van Saksen-Gotha-Altenburg (1745-1804), die in 1772 zijn vader Frederik III opvolgde als hertog van Saksen-Gotha-Altenburg. Ernst II gold als een verlicht monarch en een groot bevorderaar van kunst en wetenschappen en tijdens zijn regering kende Saksen-Gotha-Altenburg een culturele bloei. Daarbij werd hij zoveel mogelijk ondersteund door Maria Charlotte.
Net als haar echtgenoot was ze een mecenas voor astronomen. Ze berekende hulptabellen voor hofastronoom Franz Xaver von Zach, nam deel aan observaties en aan het Astronomencongres van 1798 op Seeberg-Sternwarte, en correspondeerde persoonlijk met bekende astronomen in haar tijd. Ook was Maria Charlotte artistiek actief; ze creëerde enkele muzikale composities, die als kopieën bewaard zijn gebleven in het Hessische Muziekarchief in Marburg.
Na de dood van Ernst II in 1804 waren er strubbelingen met haar zoon August. Maria Charlotte verliet Gotha, nam Zach mee als opperhofmeester en leefde enige tijd in Eisenberg. Later reisden zij en Zach naar Zuid-Europa en leefde ze meerdere jaren in Marseille en daarna Genua, waar ze in april 1827 stierf.

## Nakomelingen
Maria Charlotte en haar echtgenoot Ernst II kregen vier kinderen:
- Ernst (1770-1779), erfprins van Saksen-Gotha-Altenburg
- August (1772-1822), hertog van Saksen-Gotha-Altenburg
- Frederik IV (1774-1825), hertog van Saksen-Gotha-Altenburg
- Lodewijk (1777-1777)

- Gemeinsame Normdatei: 124959571
- International Standard Name Identifier: 0000 0000 1504 1228
- Library of Congress Control Number: no2018104787
- Nederlandse Thesaurus van Auteursnamen: 26500876X
- Système universitaire de documentation: 18422652X
- Virtual International Authority File: 74799365
- WorldCat: E39PBJgxmhx7vgRCDd3Y3YGWDq